# Lepista sordida
Lepista sordida je široko rasprostranjena vrsta jestiva gljiva u severnoj hemisferi. Raste kao saprofit u četinarskim ili listopadnim šumama sa bogatom steljom. Takođe može se naći i na otvorenim terenima kao npr. bašte i voćnjaci. Zahteva podlogu bogatu azotom. Raste u grupi često obrazujući viline krugove. Plodonosi tokom leta i jeseni. Opisana su i dva varijieteta Lepista sordida var. obscurata i Lepista sordida var. aianthina
Lako je prepoznatljiva usled atraktivne ljubičaste boje. 

## Opis plodnog tela
Klobuk je do 10 cm, tamno ljubičaste boji, pri suvom vremenu bledi u braonkaste tonove. Zaobljen kada je gljiva mlada, zatim postaje sve ravniji ponekd sa centralnim ububljenjem. Ivica klobuka veoma tanka i talasasta. Listići su gusti, srasli uz dršku sivoljubičaste boje, starenjem poprimaju svetlo braonkastu boju. Drška je vlaknasta u nijansama šešira, 6×0,8 cm bez prstena. Pri bazi može biti beličasta.Meso je blede ljubičaste boje, prijatnog ukusa i mirisa. 

## Mikroskopija
Spore su eliptične, ornamentisane sa kratkim šiljcima, 6−9×4−5 µm. Otisak spora je krem do bledo ružičaste boje. 

## Jestivost
Predstavlja jestivu vrstu.

## Slične vrste
Usled ljubičaste obojenosti i identičnog staništa gde raste se lako može zameniti sa modrikačom qli je generalno manjih dimenzija. 

## Literatura
- Uzelac, Branislav (2009). Gljive Srbije i zapadnog Balkana. Beograd: BGV logic.